# Michela Molinengo
Michela Molinengo (Cuneo, 4 luglio 1978) è un'ex pallavolista italiana.
Giocava nel ruolo di libero.

## Carriera
La carriera di Michela Molinengo inizia nel 1997 nell'ADS Borgo San Dalmazzo, in Serie C, dove resta per quattro annate; nella stagione 2001-02 passa al Cuneo Volley, in Serie B1, dove gioca per due campionati.
Nella stagione 2003-04 fa il suo esordio nella pallavolo professionistica grazie all'ingaggio del River Volley Rivergaro, in Serie A2: con la squadra emiliana resta per tre annate, anche quando sposta la sede a Piacenza, vincendo la Coppa Italia di Serie A2 2005-06. Nella stagione 2006-07 veste la maglia della Futura Volley Busto Arsizio, con cui ottiene la promozione in Serie A1, disputata poi nell'annata successiva con lo stesso club.
Per il campionato 2008-09 torna nella divisione cadetta nel Life Volley Milano, mentre in quello successivo è nel Chieri Volley; nella stagione 2010-11 è ancora in Serie A2, con il Crema Volley, mentre in quella 2011-12 passa al Cuatto Volley Giaveno, con cui ottiene la promozione in Serie A1, disputando con la stessa maglia, anche la stagione successiva.
Dopo un breve periodo di inattività, nel gennaio 2014 viene ingaggiata dall'Entente Sportive Le Cannet-Rocheville Volley-Ball, nella Ligue A francese, per terminare la stagione: annuncia quindi, alla fine del campionato, il suo ritiro dall'attività agonistica.

## Palmarès

### Club
- Coppa Italia di Serie A2: 1

2005-06